# Brygada Cekhauzu Kamienieckiego
 Brygada Cekhauzu Kamienieckiego – jednostka artylerii Armii Koronnej.
Brygada sformowana uchwałą Komisji Wojskowej z dnia 1 marca 1767 roku  w wyniku reorganizacji artylerii Armii Koronnej.

## Struktura organizacyjna
- sztab (3 osoby)

pułkownik, oberszlejtnant, major
- sztab niższy (10 osób)

oberceugwart, ceugwart, adiutant, ceugszrajber, personel prochowni (6)
- trzy kompanie po 44 ludzi
- kapitan, porucznik, sztukjunkier, oberfajerwarker, fajerwarkier (2), oberbombardier (5), felczer, dobosz (2), bombardier (8), kanonier (17), ślusarz, stelmach, kowal, tokarz

W 1777 brygada składała się z trzech kompanii. Ich stan etatowy wynosił 393 ludzi, faktyczny zaś 388.